# پایگاه نیروی هوایی گریفیز
پایگاه نیروی هوایی گریفیز (به انگلیسی: Griffiss Air Force Base) یک فرودگاه است . این فرودگاه در کشور رم، نیویورک قرار دارد.